# Ботанический сельский совет
Ботанический сельский совет (укр. Ботанічна сільська рада, крымскотат. Ayıp köy şurası) — административно-территориальная единица в Раздольненском районе Автономной Республики Крым.
Население по переписи 2001 года — 3160 человек.
К 2014 году в его состав входило 3 села:
- Ботаническое
- Кумово
- Червоное

## История
В начале 1920-х годов в составе ещё Евпаторийского района был образован Аипский сельский совет. По Всесоюзной переписи 17 декабря 1926 года в сельсовете числилось 2 населённых пункта: Аип и Атай Татарский с населением 440 человек. После создания в 1935 году Ак-Шеихского района (переименованного в 1944 году в Раздольненский) совет включили в состав этого нового района.
Указом Президиума Верховного Совета РСФСР от 21 августа 1945 года Аипский сельсовет был переименован в Степновский сельский совет. С 25 июня 1946 года совет в составе Крымской области РСФСР, а 26 апреля 1954 года Крымская область была передана из состава РСФСР в состав УССР. Время упразднения сельсовета пока не установлено: на 15 июня 1960 года он уже не существовал. Возрождён совет, уже как Ботанический (после переименования села в 1963 году), в январе 1967 года. На 1 января 1968 года в состав входили населённые пункты:

| - Борисовка - Ботаническое - Кропоткино - Кумово | - Портовое - Присивашное - Червоное - Чернышёво |

К 1 января 1977 года был образован Чернышёвский сельский совет, в который отошли Кропоткино, Портовое и Чернышёво. После 1 июня 1977 года ликвидированы Борисовка и Присивашное.
С 12 февраля 1991 года сельсовет в восстановленной Крымской АССР, 26 февраля 1992 года переименованной в Автономную Республику Крым. С 21 марта 2014 года — аннексирован Россией. Законом «Об установлении границ муниципальных образований и статусе муниципальных образований в Республике Крым» от 4 июня 2014 года территория административной единицы была объявлена муниципальным образованием со статусом сельского поселения.